# Hermann Junker
Hermann Junker (Bendorf, 29 novembre 1877 – Vienna, 9 gennaio 1962) è stato un egittologo tedesco.

## Biografia
Junker studiò teologia ed egittologia e concluse questi studi nel 1903 con una dissertazione dal titolo Über das Schriftsystem im Tempel der Hathor in Dendera (Sul sistema di scrittura nel tempio di Hathor a Dendera) all'Humboldt-Universität di Berlino. A 23 anni era stato consacrato già da tre anni sacerdote cattolico.
Nel 1907 ottenne l'abilitazione in Egittologia all'Università di Vienna.
Nel 1928 nella località egiziana di Merimde-Beni Salame ritrovò resti di un villaggio neolitico risalente al V millennio a.C.